# Face to Face (album d'Angel City)
Pour les articles homonymes, voir Face to Face.
Albums de Angel City
The Angels
(1977) No Exit
(1979)
Singles
1. Comin' Down
Sortie : 1978
2. Take a Long Line
Sortie : 1978

Face to Face est le deuxième album studio du groupe de rock australien Angel City. Il a été réalisé en juin 1978 sur le label australien Albert Productions.

## Historique
À L'instar des premiers albums d'AC/DC, les versions des premiers albums du groupe diffèrent entre l'édition australienne et l'édition internationale. Le nom du groupe est aussi différent, en Australie il s'appelle The Angels, ailleurs il s'appelle Angel City. Face to Face est ainsi le premier album du groupe à être diffusé internationalement après la signature du contrat avec CBS Records. Il sera édité par Epic Records.
Les titres sont aussi différents, l'édition internationale, est une compilation de titre des deux albums australiens, Face to Face et Exit et compte aussi une nouvelle version du premier succès du groupe Am I Ever See your Face Again paru en 1976.
La pochette est l'œuvre de Peter Ledger un dessinateur australien, elle obtint l'Award du "Best Cover Design" (plus belle pochette) en 1979 lors des King of Pop Awards.
L'album se classa à la 16e place des charts australiens en novembre 1978 et se vendra à près de 300 000 exemplaires en Australie (quadruple album de platine).

## Liste des titres
- Tous les titres sont signés par Rick Brewster, Doc Neeson, John Brewster.

### Version originale australienne 1978
Face 1
1. "Straight Jacket" - 3:17
2. "After the Rain" - 3:08
3. "Love Takes Care" - 3:40
4. "Take a Long Line" - 2:58
5. "Marseilles" - 4:47

Face 2
1. "Live It Up" - 3:49
2. "Be with You" - 3:41
3. "Outcast" - 4:42
4. "I Ain't the One" - 2:29
5. "Comin' Down" - 3:19

### Version internationale 1980
Face 1
| No | Titre                                                | de l'album         | Durée |
| -- | ---------------------------------------------------- | ------------------ | ----- |
| 1. | Take a Long Line                                     | Face to Face ,1978 | 2:59  |
| 2. | Marseilles                                           | Face to Face, 1978 | 4:50  |
| 3. | After the Rain                                       | Face to Face, 1978 | 3:11  |
| 4. | Am I Ever See your Face Again (réenregistré en 1980) | The Angels, 1977   | 3:38  |
| 5. | Shadow Boxer                                         | No Exit, 1979      |       |

Face 2
| No | Titre                 | de l'album         | Durée |
| -- | --------------------- | ------------------ | ----- |
| 1. | Comin' Down           | Face to Face, 1978 | 3:20  |
| 2. | Out of the Blue       | No Exit, 1979      | 3:17  |
| 3. | Can't Shake It        | No Exit, 1979      | 4:47  |
| 4. | Waiting for the World | No Exit, 1979      | 3:13  |
| 5. | No Exit               | No Exit, 1979      | 6:45  |

## Musiciens
- Doc Neeson: chant
- Rick Brewster: guitares, orgue
- John Brewster: guitares, chœurs
- Chris Bailey: basse, chœurs
- Graham "Buzz" Bidstrup: batterie, percussions

## Charts
| Pays      | Durée du classement | Meilleur classement |
| --------- | ------------------- | ------------------- |
| Australie | 79 semaines         | 16e                 |